# Karllangia tertia
Karllangia tertia är en kräftdjursart som beskrevs av Kunz 1975. Karllangia tertia ingår i släktet Karllangia och familjen Ameiridae. Inga underarter finns listade i Catalogue of Life.